# Gamla

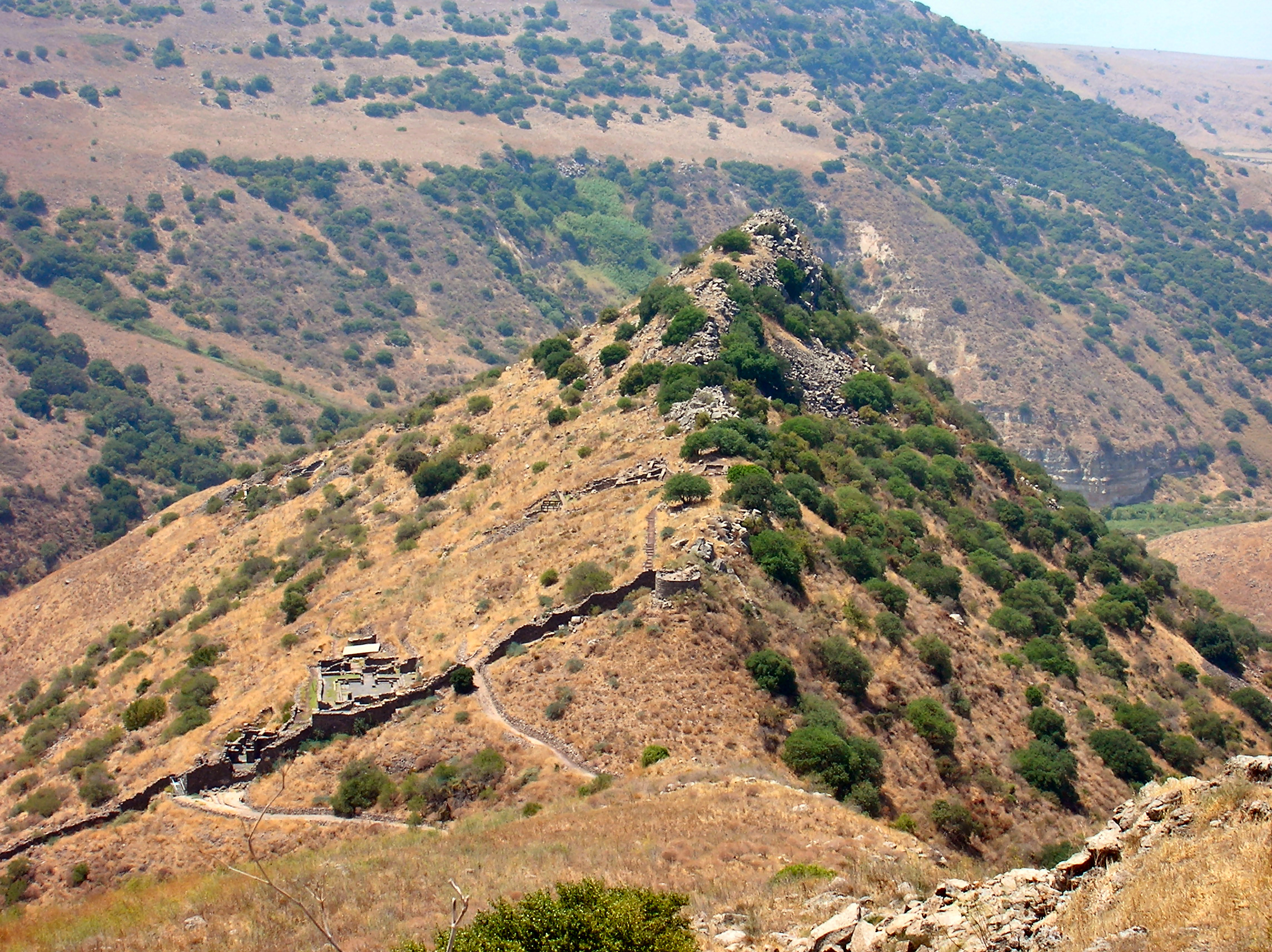
Gamla

Gamla (hebr. גמלא העתיקה) – starożytne miasto położone na Wzgórzach Golan, w północnym Izraelu.
Obecnie stanowisko archeologiczne i park narodowy w Izraelu. Gamla nazywana jest Masadą Północy.

## Historia
Gamla została założona w 81 p.n.e. przez Machabeuszy. Do 68 była żydowską stolicą na Wzgórzach Golan, do czasu zniszczenia przez Rzymian.
Miasto było wymieniane m.in. w Talmudzie oraz w Wojnie żydowskiej przez Józefa Flawiusza.